# Hoscheidterhof (Putscheid)
Hoscheidterhof (lb. Houschterhaff) – mała miejscowość (lieu-dit) w północno-wschodnim Luksemburgu, w kantonie Vianden, w gminie Putscheid. Do 3 października 2015 miejscowość leżała w dystrykcie Diekirch.  